# 2211 Hanuman
2211 Hanuman è un asteroide della fascia principale. Scoperto nel 1951, presenta un'orbita caratterizzata da un semiasse maggiore pari a 3,1850132 UA e da un'eccentricità di 0,0819957, inclinata di 17,27000° rispetto all'eclittica.
Dal 10 novembre 1992, quando 1970 Sumeria ricevette la denominazione ufficiale, al 6 febbraio 1993 è stato l'asteroide non denominato con il più basso numero ordinale. Dopo la sua denominazione, il primato è passato a (2281) 1971 UQ1.
L'asteroide è dedicato all'omonima figura del poema epico indiano Rāmāyaṇa.